# Tasgius globulifer
Tasgius globulifer är en skalbaggsart som först beskrevs av Geoffroy 1785.  Tasgius globulifer ingår i släktet Tasgius, och familjen kortvingar. Enligt den svenska rödlistan är arten nära hotad i Sverige. Arten förekommer i Götaland. Artens livsmiljö är havsstränder, jordbrukslandskap, stadsmiljö.